# Comportamento alimentar
“Comportamento alimentar” e “hábito alimentar” têm definições diferentes para as áreas de Alimentação e Nutrição. Ao se referir a hábitos alimentares, fala-se da relação do consumo e da ingestão dos alimentos, já o comportamento se relaciona com os aspectos psicológicos do indivíduo. Além disso, o comportamento alimentar abrange o contexto sociocultural, subjetivo e individual, consciente e inconsciente, enquanto o hábito alimentar é feito por repetições e pode ser alterado com mais facilidade .
O conceito de comportamento alimentar engloba tudo que está preponderantemente ligado ao momento pré-deglutição, o que envolve tanto a cultura, a sociedade e sua experiência com o alimento, como o próprio ato de comer, referindo-se a como e de que forma se come, além de considerar as ações relacionadas ao ato de se alimentar. Não deve ser confundido, portanto, com os elementos da pós-deglutição, que englobam o consumo do alimento .

## Fatores de influência
Alimentar-se é um ato íntimo norteado por inúmeros fatores capazes de influenciar diretamente a qualidade de vida das pessoas por meio dos determinantes sociais de saúde, levando em conta fatores sociais, econômicos, culturais, étnicos/raciais, psicológicos e comportamentais .
Ainda que a necessidade fisiológica por comida muitas vezes nos leve a comer, uma ampla gama de fatores formam a base da maioria das decisões alimentares, que incluem nosso estado de humor (positivo ou negativo), distrações, estímulos sensoriais, e diversas influências psicológicas e sociais .
Assim, apesar de muitas vezes impulsivo, o comportamento alimentar pode ser conscientemente definido, dependendo dos nossos sentimentos e da nossa capacidade de processar informações e transformá-las em conhecimento. Ele é parte de nossas atitudes alimentares, as quais são influenciadas por fatores ambientais (como sociedade, cultura, família e religião) e fatores internos (como sentimentos, crenças e tabus), e é caracterizado como um ato particular de cada indivíduo. Dessa forma, ele se molda e se modifica em função de como a pessoa se sente em relação à comida e o que ela conhece e acredita sobre alimentação e nutrição .
De modo geral, pode-se afirmar que o comportamento alimentar também se relaciona a modificações naturais que ocorrem ao longo das décadas e que são capazes de moldar novos padrões e, consequentemente, contribuir para o reforço e introdução de novas temáticas. Por isso, devem-se considerar fatores políticos, históricos, sociais e culturais em função dos quais cada grupo populacional se modifica, como a globalização, os adventos tecnológicos e a transição epidemiológica, demográfica e nutricional, que podem levar a mudanças nos padrões de consumo de alimentos, e impactar em uma eventual modificação do comportamento alimentar. Essas modificações também podem estar relacionadas à transformações nos arranjos familiares, à introdução da mulher ao mercado de trabalho, à expansão da oferta e do consumo de alimentos industrializados, à urbanização, à imposição de padrões corporais reforçados através dos meios de comunicação e às pressões psicológicas dela resultantes, entre outros fatores  .

## Transtornos
Considerando-se que o comportamento alimentar não é restrito às capacidades fisiológicas, é importante ressaltar que ele é capaz de gerar inúmeros desafios no que diz respeito a temáticas de Saúde Pública. Isto que inclui questões relacionadas à distribuição e ao acesso aos alimentos, envolvendo também o conceito de Segurança Alimentar . Além de variar de pessoa a pessoa e de acordo com suas diferentes experiências de vida, o comportamento alimentar pode, em algumas situações, levar a transtornos alimentares como Bulimia Nervosa, Anorexia Nervosa, Transtorno do Comer Compulsivo, Vigorexia e Ortorexia, e a várias doenças a eles associados.
É, portanto, um tema complexo e que requer estudo aprofundado e que deve levar em consideração não somente as características de cada pessoa, como o ambiente socioeconômico e cultural no qual elas estão inseridas.